# Szél László
Szél László (Budapest, 1902. november 1. – Budapest, 1976. szeptember 16.) magyar nemzeti labdarúgó-játékvezető.

## Pályafutása
Játékvezetésből Budapesten a Magyar Futballbírák Testülete (JT) előtt vizsgázott. A Budapesti Labdarúgó Alszövetség (BLASz) által szervezett mérkőzéseken tevékenykedett. Az MLSZ a JT minősítésével NB II-es, majd 1926-tól III. fokú minősítéssel NB I-es bíró. Küldési gyakorlat szerint rendszeres partbírói szolgálatot is végzett. Magyarországon a professzionista játékvezetői periódus 1926–1934 között tartott. A profi labdarúgó szövetség mellett nem volt profi játékvezetői keret, csak profi mérkőzéseket vezető játékvezetők (25 fő) léteztek. A professzionista labdarúgás felszámolásával ugyancsak felszámolták a címzetes professzionista (valójában amatőr) bírói keretet is. Jogosult volt a professzionista mérkőzések vezetésére. A nemzeti játékvezetéstől 1946-ban visszavonult. NB I-es mérkőzéseinek száma: 58. Vezetett kupadöntők száma: 2.
| Időpont            | Helyszín                       | Mérkőzés típusa                        | Mérkőzés                      | Eredmény | Nézők száma |
| ------------------ | ------------------------------ | -------------------------------------- | ----------------------------- | -------- | ----------- |
| 1926. október 17.  | Megyeri út, Budapest           | első NB I-es mérkőzése                 | Újpest FC–Nemzeti FC          | 1 – 2    | 4000        |
| 1926. december 19. | Postás SE (Róna utca)          | Magyar labdarúgókupa döntő 2. mérkőzés | Kispesti AC–BEAC              | 3 – 2    | 150         |
| 1928. június 24.   | Üllői úti Stadion, Budapest    | Magyar labdarúgókupa döntő             | Ferencvárosi TC–Attila FC     | 5 – 1    | 8000        |
| 1946. július 21.   | Diószegi úti Stadion, Debrecen | utolsó NB I-es mérkőzése               | Debreceni VSC–Ferencvárosi TC | 2 – 1    | 5000        |

A BT Tanácsa éves szakmai munkáját elismerve kisplakett kitüntetésbe részesítette.

## Külső hivatkozások
- Szél László. magyarfutball.hu. (Hozzáférés: 2014. június 21.)
- Izsó László. nela.hu. (Hozzáférés: 2016. április 1.)

Szél László. magyarfutball.hu. (Hozzáférés: 2025. augusztus 20.)